# آرسینوئه سوم
آرسینوئه سوم (لاتین: Arsinoë III؛ ‏یونانی باستان: Ἀρσινόη ἡ Φιλοπάτωρ؛ حدود ۲۴۶–۲۴۵ پ.م. – ۲۰۴ پ.م.) در دورهٔ ۲۲۰ تا ۲۰۴ پ.م. ملکهٔ مصر بطلمیوسی بود. او دختر بطلمیوس سوم و برنیس دوم و همسر برادرش بطلمیوس چهارم بود. آرسینوئه نخستین ملکهٔ بطلمیوسی بود که از برادرش فرزندی به دنیا آورد.

## زندگی
آرسینوئه در اواخر سال ۲۲۰ پ.م. با برادر کوچگترش بطلمیوس چهارم ازدواج کرد. او نقش فعالی در ادارهٔ کشور داشت. در سال ۲۱۷ پ.م. بطلمیوس چهارم را با ۵۵ هزار نیرو در نبرد رافیا در فلسطین در برابر ۶۸ هزار نیروی آنتیوخوس سوم همراهی کرد. احتمالاً آرسینوئه بخشی از پیاده نظام را رهبری کرده‌است. هردو سپاه از سواره‌نظام، فیل و نیروهای ویژه از جمله کماندار و نیز قشون سنتی مقدونی استفاده می‌کردند. هنگامی که نبرد به کندی پیش می‌رفت، پیش روی نیروها رفت و آنان را ترغیب کرد برای دفاع از خانواده‌هایشان بجنگند. همچنین قول داد در صورت پیروزی در نبرد، دو مین طلا به هر یک از آنها بدهد.
آرسینوئه در سال ۲۱۰ پ.م. فرزندی به دنیا آورد که پس از مرگ پدرش با عنوان بطلمیوس پنجم به حکومت مصر رسید.
در تابستان ۲۰۴ پ.م. بطلمیوس چهارم درگذشت. آگاتوکلس و سوسیبیوس که از قدرت گرفتن آرسینوئه می‌ترسیدند، او را پیش از شنیدن خبر مرگ شوهرش کشتند و نایب السلطنگی را برای خود حفظ کردند.